# Xã Alaiedon, Michigan
Xã Alaiedon (tiếng Anh: Alaiedon Township) là một xã thuộc quận Ingham, tiểu bang Michigan, Hoa Kỳ. Năm 2010, dân số của xã này là 2.894 người.